# René-Pierre Quentin
René-Pierre Quentin (5 augustus 1943) is een voormalig Zwitsers voetballer die speelde als aanvaller.

## Carrière
Quentin speelde voornamelijk voor FC Sion maar gedurende drie seizoenen kwam hij uit voor FC Zürich. Hij won drie keer de beker waarvan twee met Sion en één keer met Zürich.
Hij speelde 34 interlands voor Zwitserland, waarin hij tien keer kon scoren. Met zijn land nam hij deel aan het WK voetbal 1966 in Engeland.
Hij is de oom van voetballer Yvan Quentin.

## Erelijst
- FC Sion
  - Zwitserse voetbalbeker: 1965, 1974
- FC Zürich
  - Zwitserse voetbalbeker: 1970